# Parque de Serralves

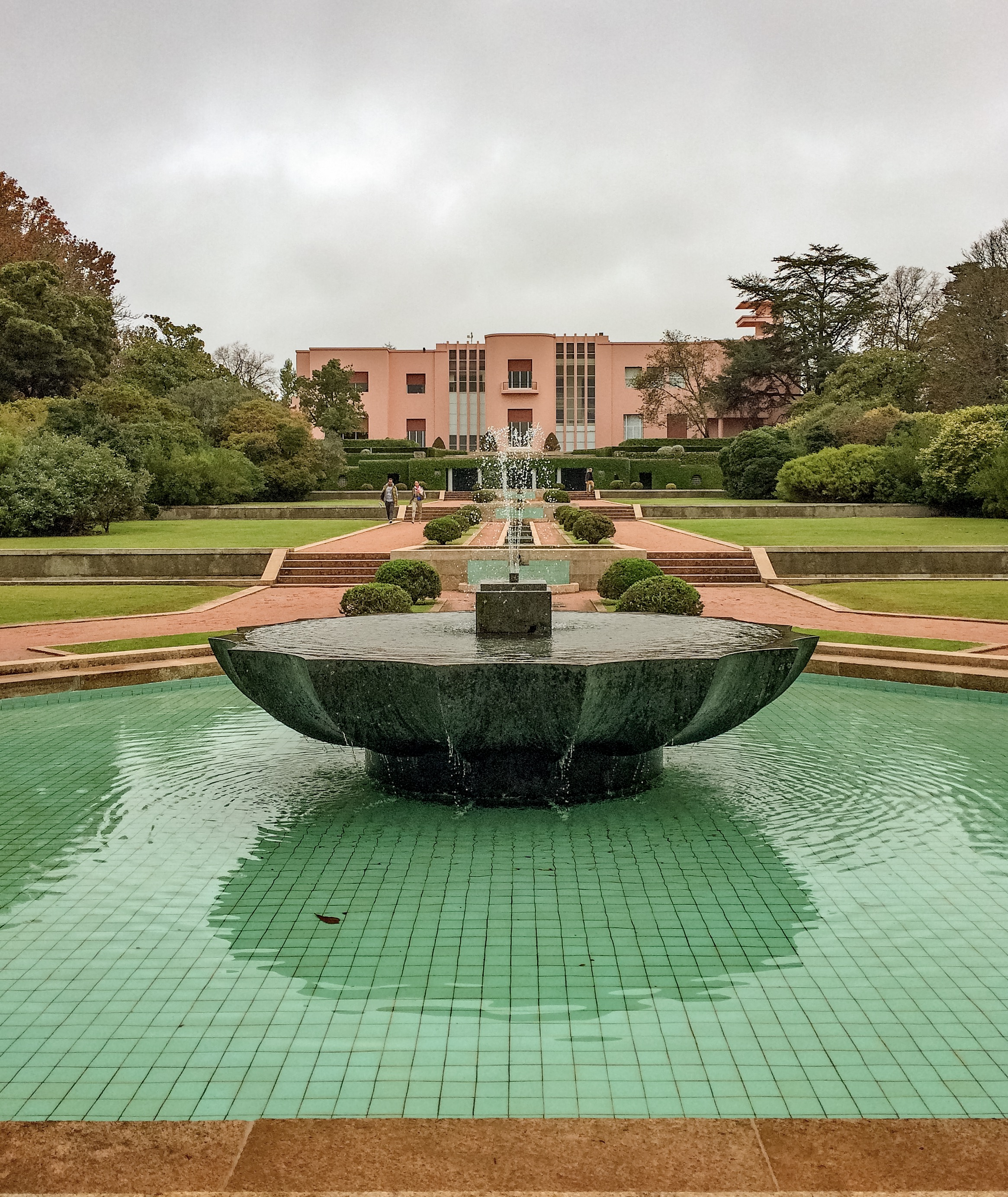
Blick vom Park in Richtung Casa de Serralves

Der Parque de Serralves ist ein innerstädtischer Park der portugiesischen Stadt Porto, er befindet sich in der Stadtgemeinde Lordelo do Ouro. Der 18,43 ha große Park wurde in seiner gegenwärtigen Form 1932 von dem französischen Landschaftsarchitekten Jacques Gréber entworfen. Im Park befindet sich das Museum Serralves, ein Museum für zeitgenössische Kunst, sowie die Casa de Serralves, eine Villa im Stil des Art déco.

## Geschichte
Der ursprüngliche Garten der Quinta do Lordelo, eines landwirtschaftlichen Gehöftes des Grafen von Vizela, war wesentlich kleiner als der heutige Park. Den Garten hatten heimische Gärtner angelegt, die von Gartenmodellen des späten 19. Jahrhunderts im viktorianischen Stil beeinflusst waren. Der ursprüngliche Garten mit organisch gestalteten Blumenbeeten und Schmuckornamenten war um den hinteren Teil des Gehöftes errichtet. Durch Landerwerb wurde das Gelände bis zum Jahr 1940 auf seine gegenwärtige Ausdehnung vergrößert und umfasste mehrere Gebäude – ein Jagdpavillon, eine Farm, Olivenpresse sowie Wirtschaftsgebäude.
Nachdem Carlos Alberto Cabral, zweiter Graf von Vizela, 1925 die Weltausstellung des Kunstgewerbes und des Industriedesigns in Paris besichtigt hatte, entschloss er sich zur Umgestaltung des Geländes. Er beauftragte den französischen Landschaftsarchitekten Jacques Gréber mit dem Entwurf des neuen Gartens. Das Projekt, dessen Design aus dem Jahr 1932 stammt, ist charakterisiert durch die Stile des Art déco und des modernen Klassizismus, beeinflusst durch französische Gärten des 16. und 17. Jahrhunderts.
Die Serralves-Gärten, wie sie Jacques Gréber entworfen hatte, gelten als eines der ersten Beispiele für künstlerische Gartengestaltung im Portugal der ersten Hälfte des 20. Jahrhunderts. Zu dieser Zeit war es das einzige private Projekt der Gartengestaltung in Portugal.

## Der Park heute

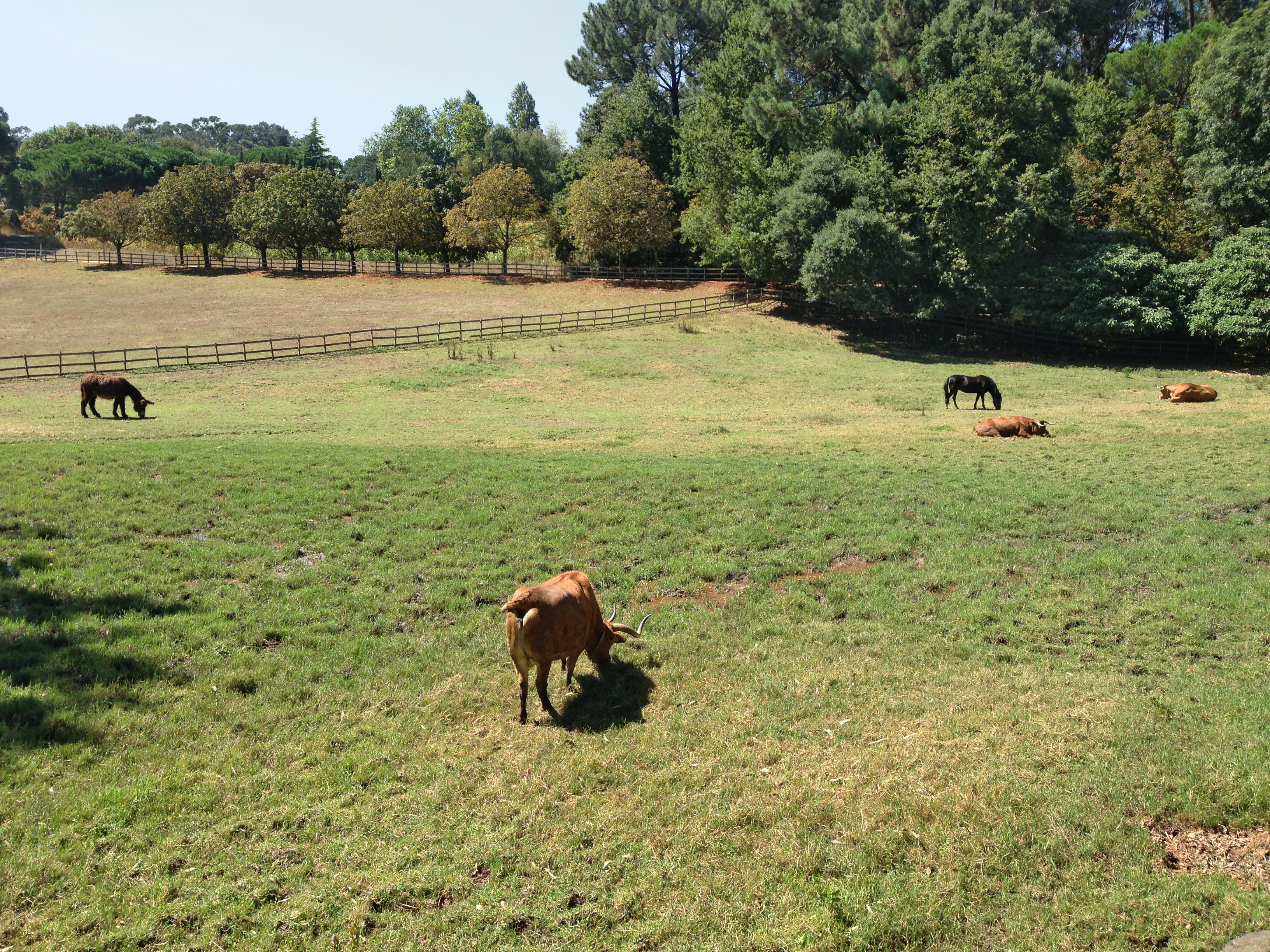
Der südliche Teil des Parkes um die Quinta do Mata-Sete

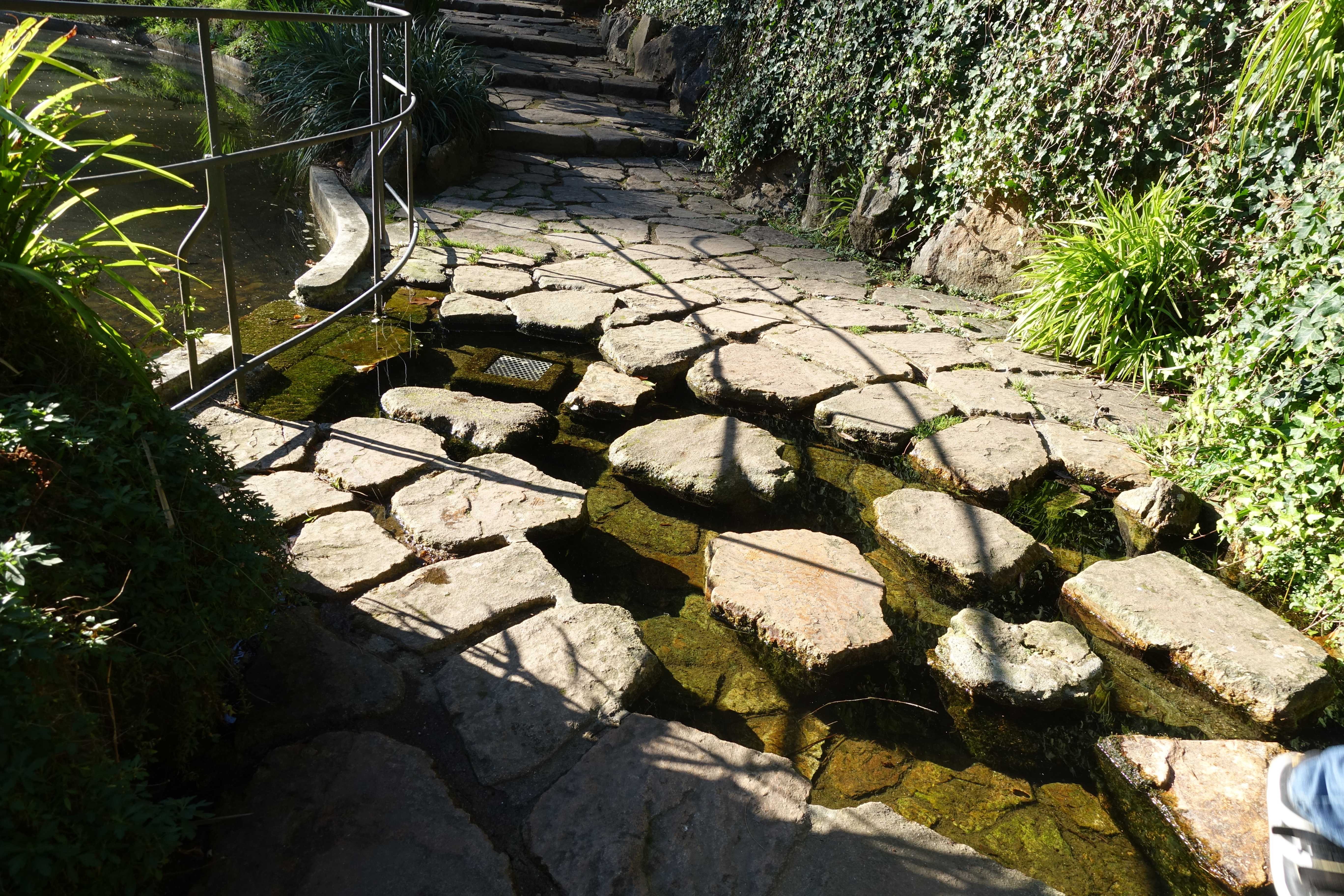
Step stone bridge

Der Park erstreckt sich heute über etwa 700 m in Nord-Süd-Richtung mit einer Breite in Ost-West-Richtung zwischen 400 m im Norden und 200 m im Süden. Er ist in zwei größere Teilbereiche gegliedert: die Parkanlage der Casa de Serralves in der nördlichen Hälfte und die eher landwirtschaftlich geprägte südliche Hälfte um das Gehöft Quinta do Mata-Sete.
Die Casa de Serralves wurde am Rande des Parkes im Nordwesten errichtet. Vor der gartenseitigen Terrasse der Villa liegt das zentrale, leicht abfallende Parterre mit einer Brunnenanlage am unteren Ende. Ein weiteres Parterre erstreckt sich seitlich der Villa nach Osten in Richtung Haupttor und wird von einer Allee hoher Amerikanischer Amberbäume begleitet. Südlich davon liegen der Rosengarten, der Jardim do Relógio del Sol (Garten der Sonnenuhr) und der historische Tennisplatz; in seinen Nebengebäuden ist das Teehaus – das Gartencafe – untergebracht. Im Osten schließt der Park mit dem Museumsgebäude der Fundação de Serralves ab, das in eine offene Wiesen- und Heidelandschaft mit Heideflächen und schlanken Eiben eingebettet ist.
Das Gelände fällt von der Brunnenanlage am Ende des zentralen Parterres stark ab, über eine zweiläufige Treppenanlage gelangt man zu einem kleinen Teich mit einer kleinen Insel und einem Bootshaus in Form einer Grotte. Über eine weitere Treppe erreicht man einen kleinen Platz, der die Grenze zum ländlichen Teil des Gartens markiert. Nach Osten führt ein Weg durch ein kleines aufsteigendes Tal mit majestätischen Eukalyptusbäumen zurück in Richtung Museum.
Von dem kleinen Platz aus verläuft der Weg als Kastanienallee durch Wiesen und Weiden zu einem weiteren von Pinien und Trompetenbäumen umstandenen Platz mit der alten Ölmühle, von dem aus der Kräutergarten mit dem Zitronenhain und die Gebäude der Quinta do Mata-Sete zu erreichen sind. Die Quinta wird auch heute noch teilweise bewirtschaftet und verfügt über einen Gemüse-Lehrgarten und Stallungen für Rinder und Pferde.

## Casa de Serralves

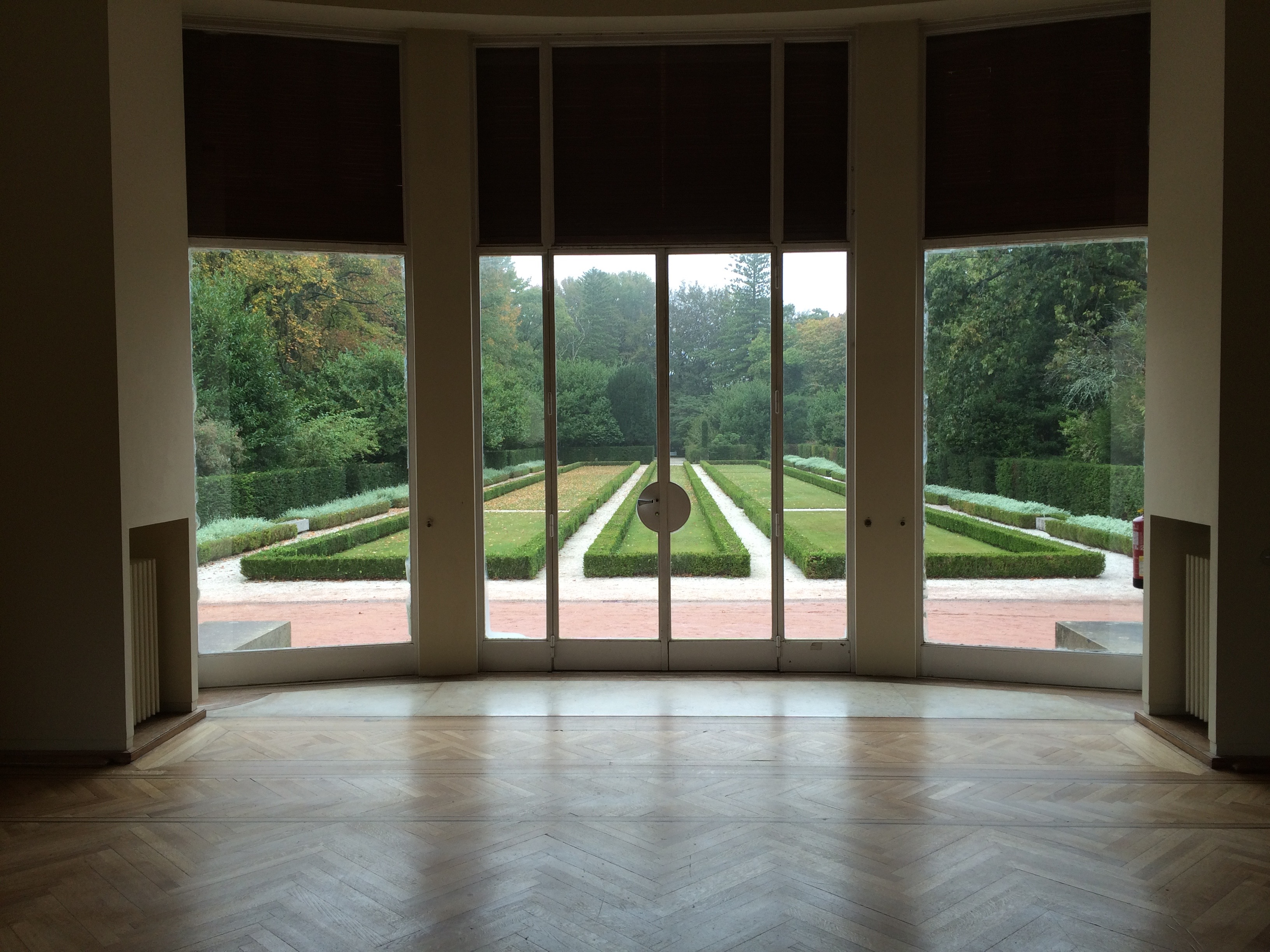
Blick von der Casa de Serralves in den Park

Die Casa de Serralves ist ein herausragendes Beispiel für die Stromlinien-Moderne in Portugal und wurde vom portugiesischen Architekten José Marques da Silva errichtet. Den Bau der Villa hatte der zweite Graf von Vizela, Carlos Alberto Cabral, in Auftrag gegeben. Das Gebäude wurde zwischen 1925 und 1944 in den damaligen Außenbereichen der Stadt Porto gebaut und kombiniert Elemente des neoklassizistischen, romantischen und Art-déco-Baustils. Ursprünglich diente die Villa als privater Wohnsitz, von der aus die Rua de Serralves überblickt werden konnte. Heute befindet sich in der Villa der Sitz der Serralves-Stiftung, ferner wird das Gebäude für temporäre Ausstellungen des Museum Serralves sowie für Veranstaltungen genutzt.

## Museum Serralves
Auf der nordwestlichen Seite des Parks befindet sich das 1999 eröffnete Museu de Arte Contemporânea de Serralves (Museum Serralves). Die Konzeption des Museum und dessen Einbindung in den Park legte die Serralves-Stiftung im Jahr 1989 fest. 1991 wurde der portugiesische Architekt Álvaro Siza Vieira beauftragt, Pläne für das Museum innerhalb des Parkgeländes zu entwerfen. Baubeginn war 1996; das Museum eröffnete am 6. Juni 1999 mit der Ausstellung ‘Circa 1968’. Neben der typischen Flora des Nordens von Portugal, wie Eichen, Birken und Eiben, sind im Park Kunstwerke von verschiedenen zeitgenössischen Künstlern ausgestellt.

## Kunstwerke im Park

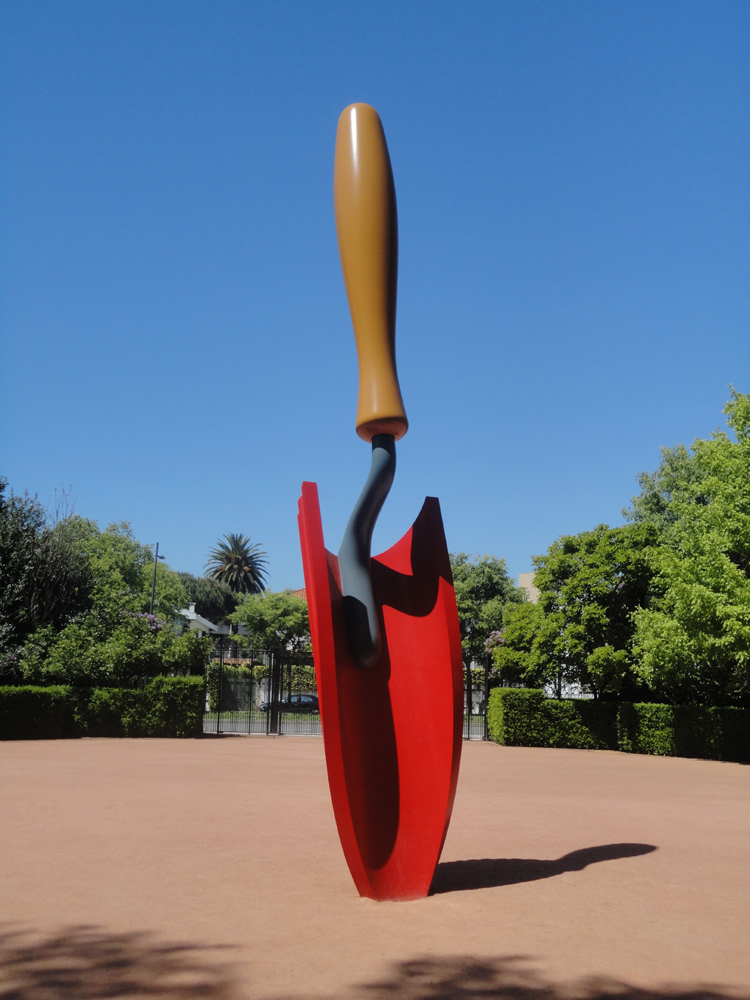
Claes Oldenburg, Plantoir
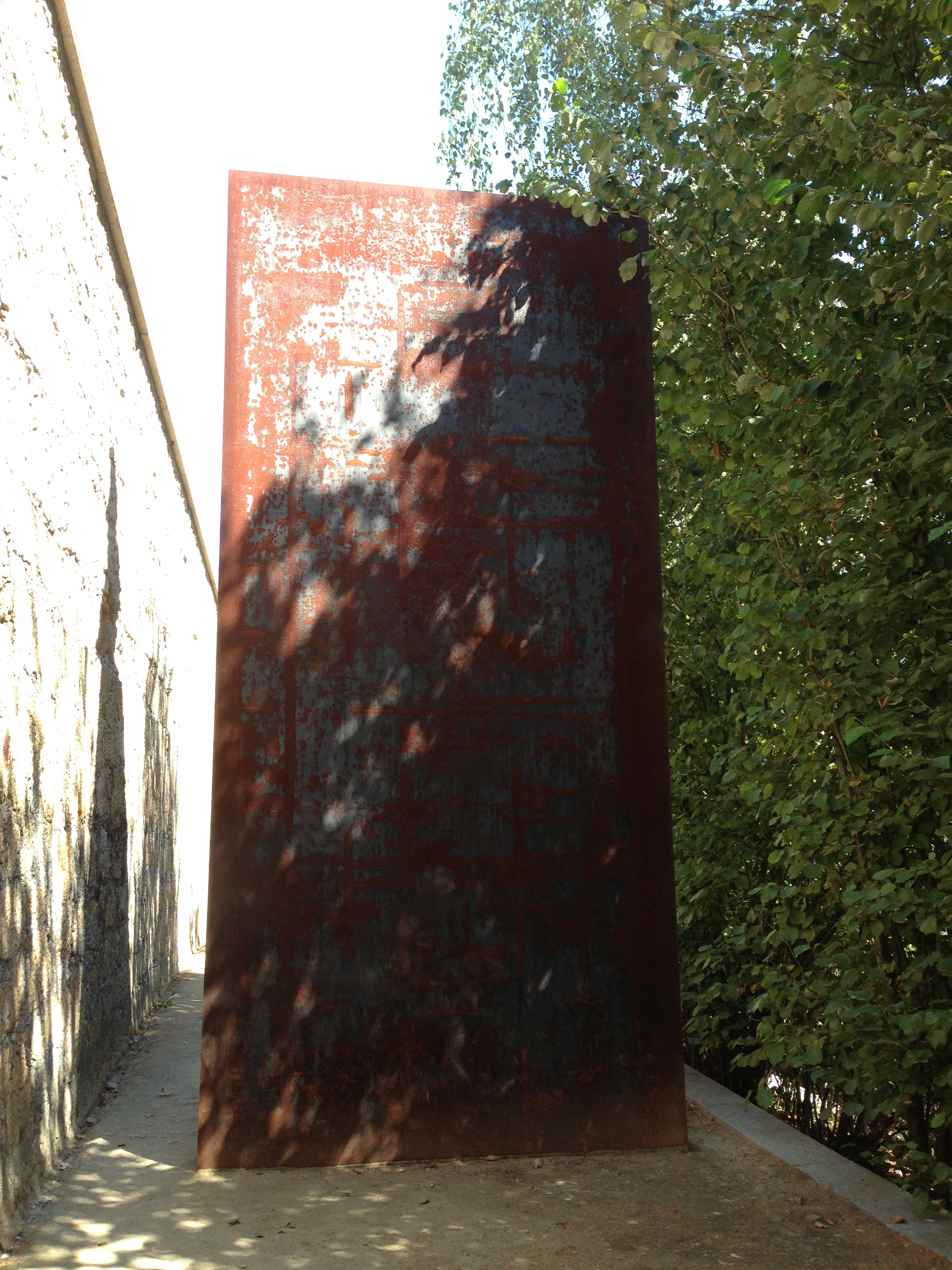
Richard Serra, Walking is measuring
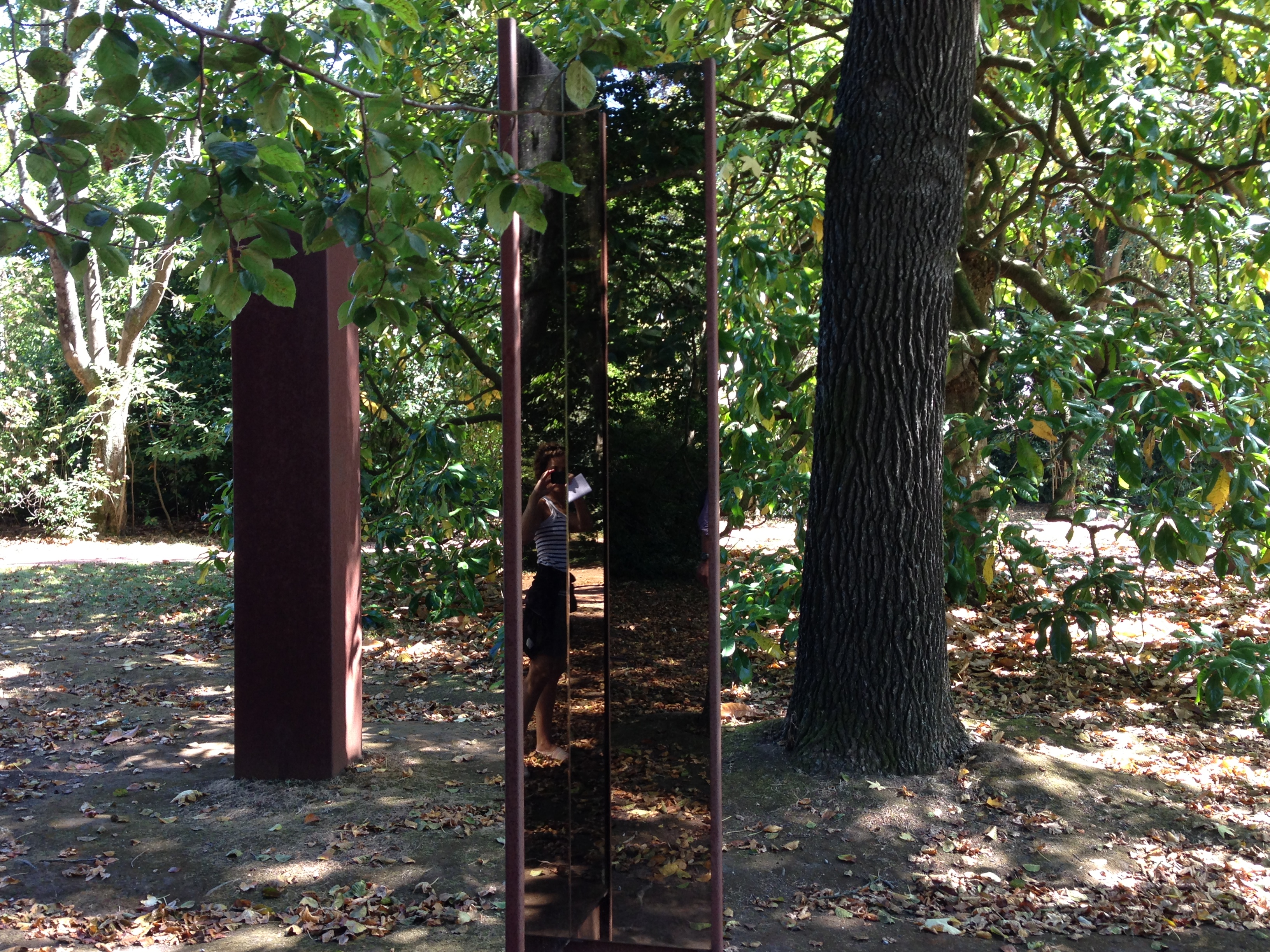
Ângelo de Sousa, Um Jardim Catoptrico
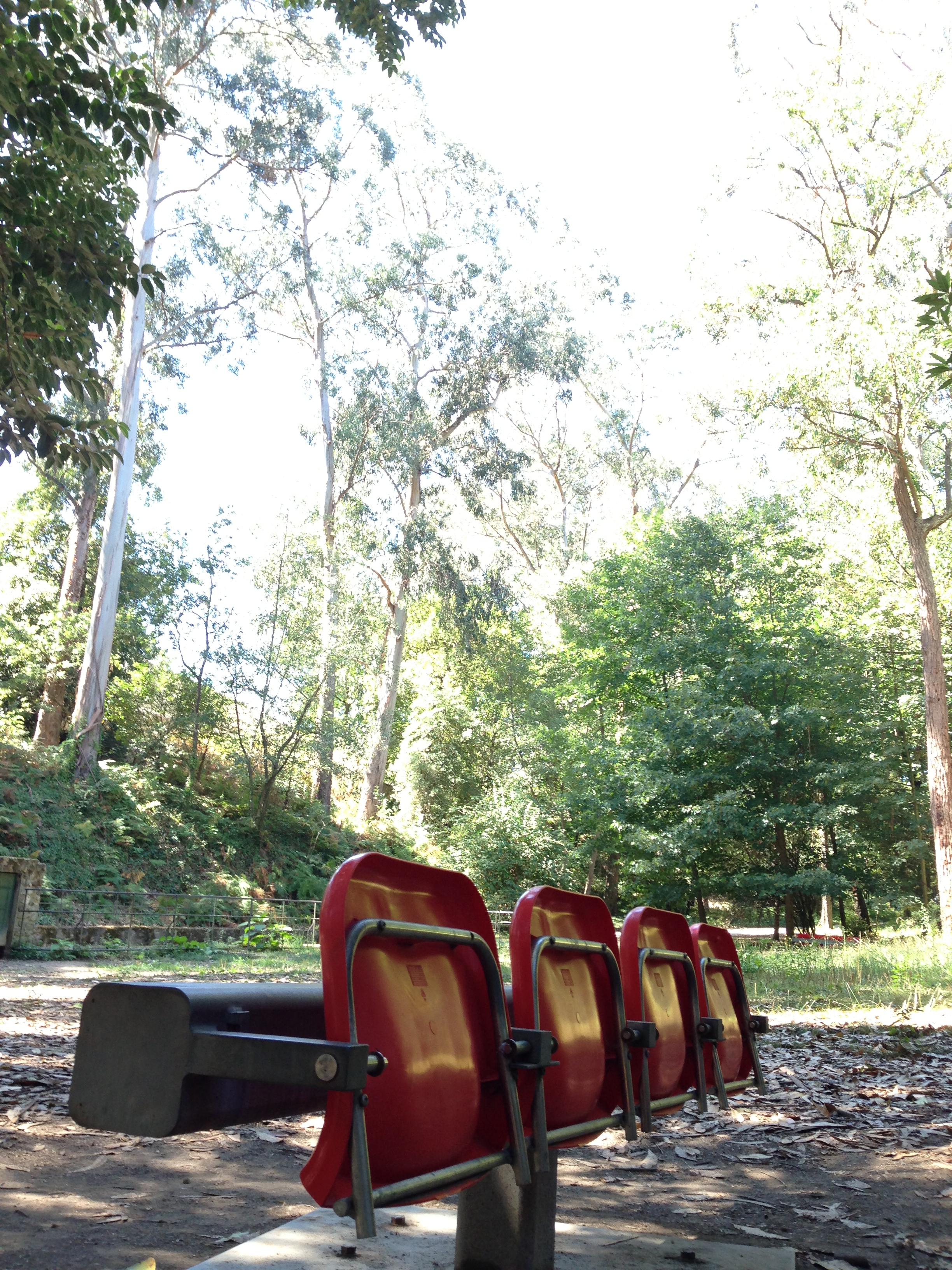
Veit Stratmann, Pour le Parc
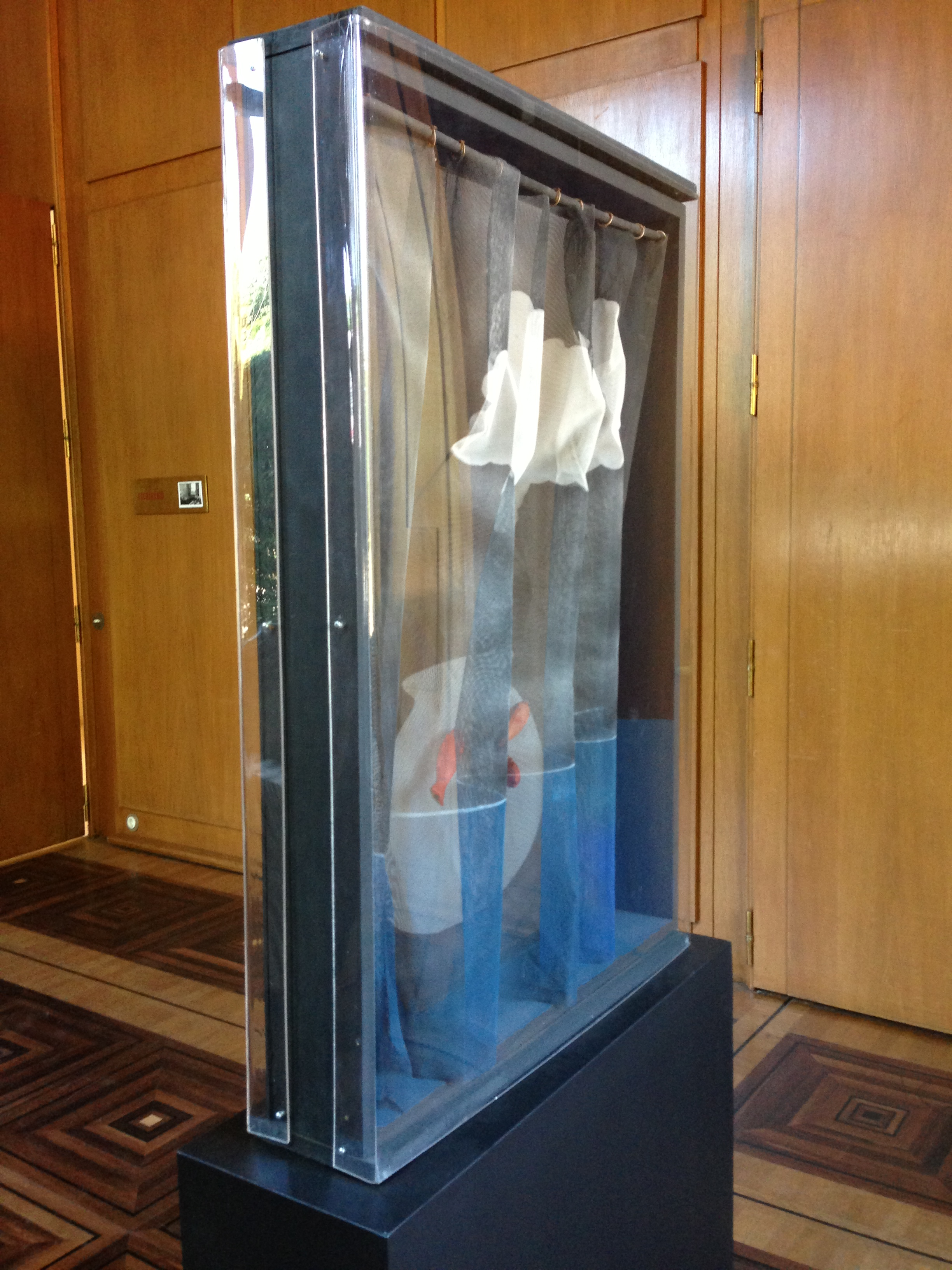
Ana Vieira, Aquario
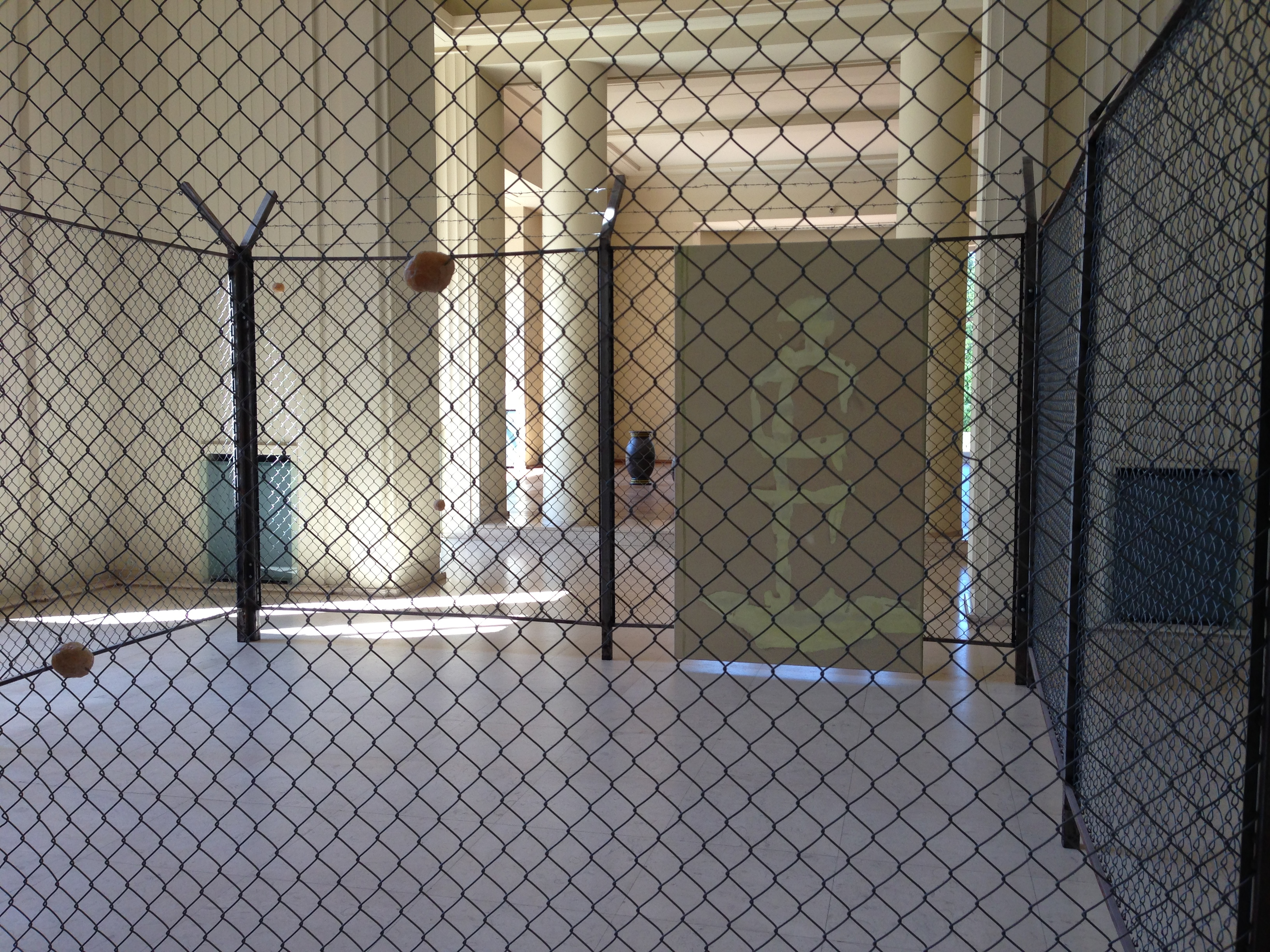
Luc Tuymans, The Fence
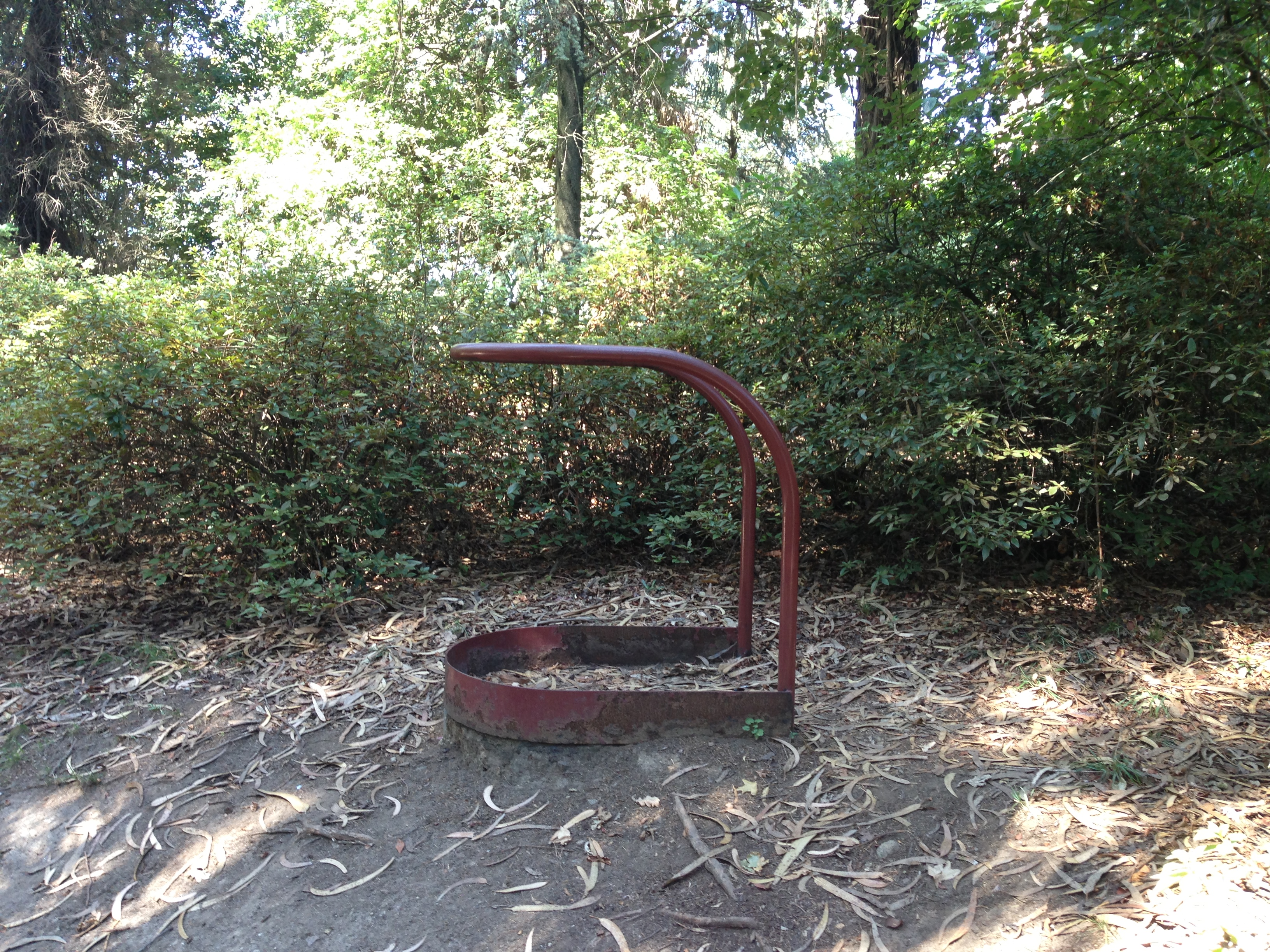
Veit Stratmann, Elements pour Porto
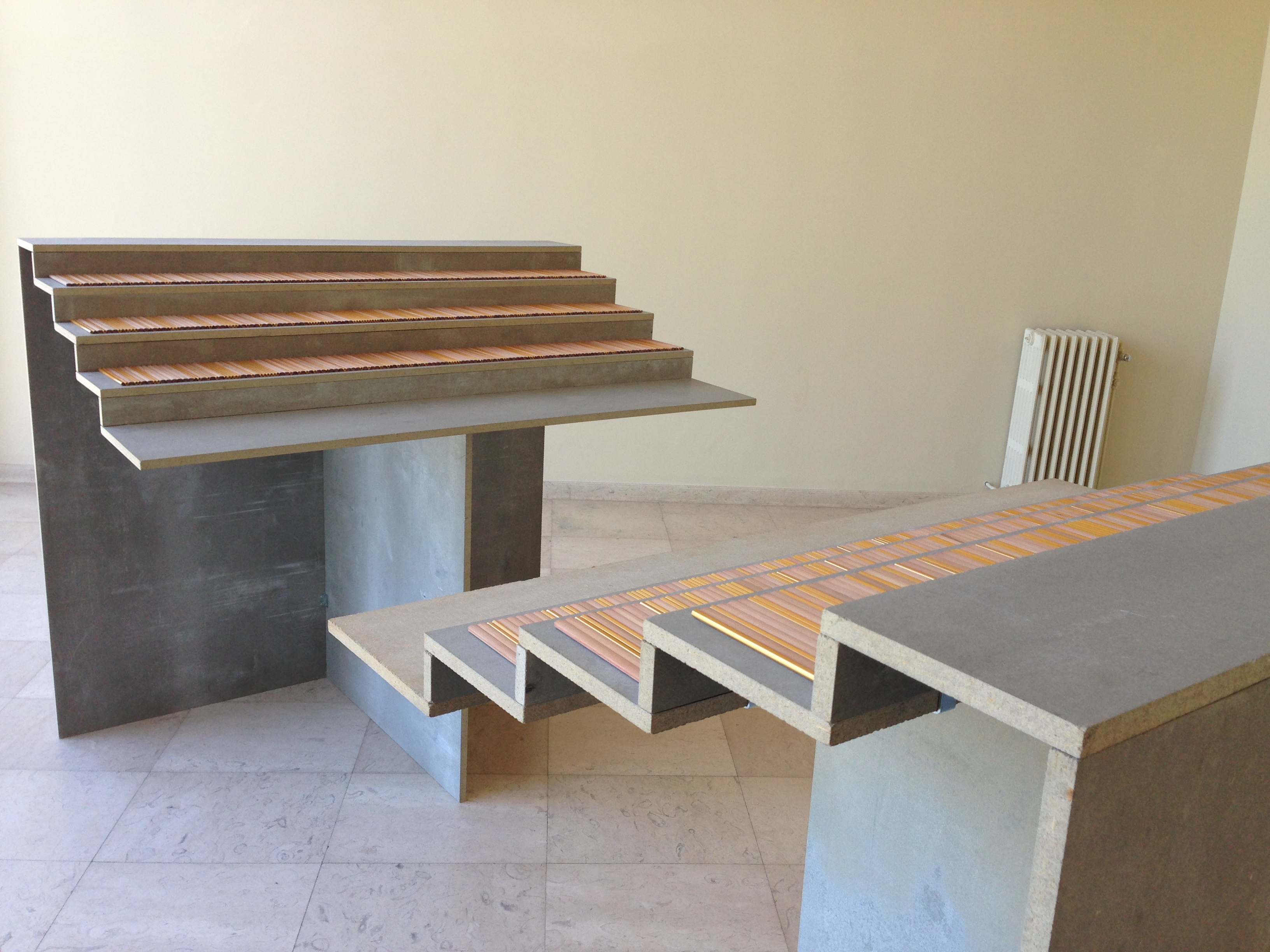
Pedro Barateiro, Tratado de encenação
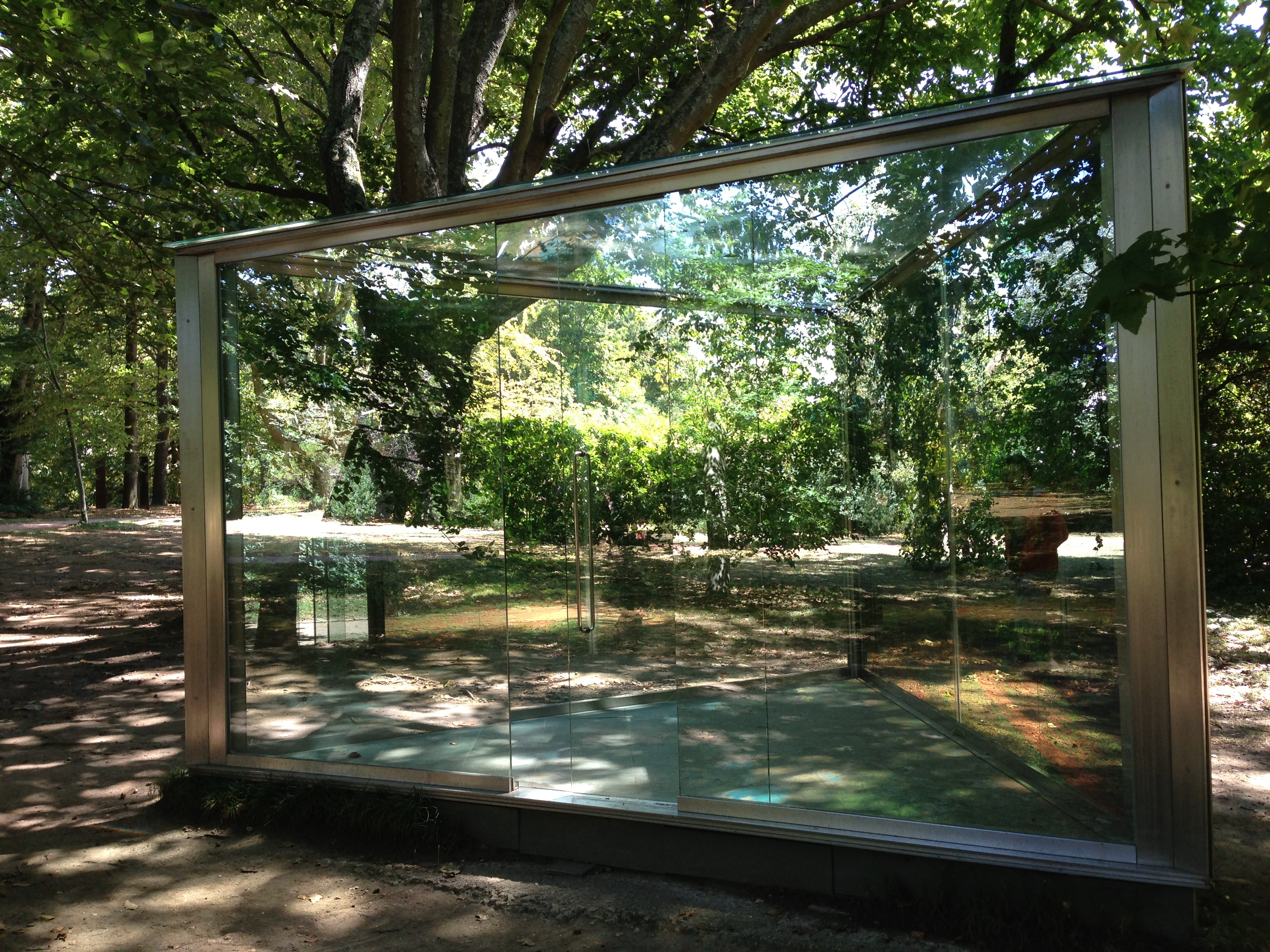
Dan Graham, Double Exposure
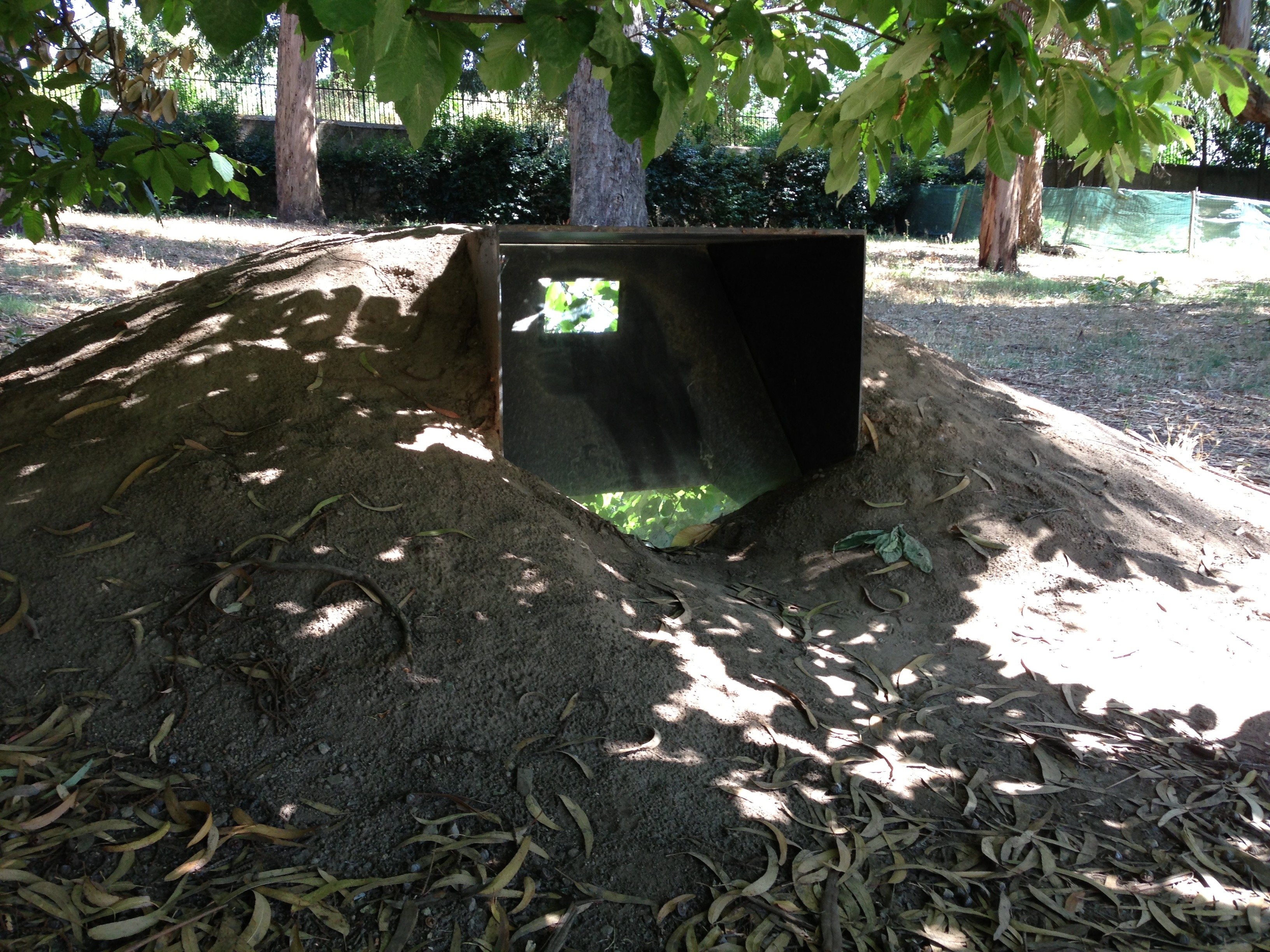
Francisco Tropa, Monte Falso
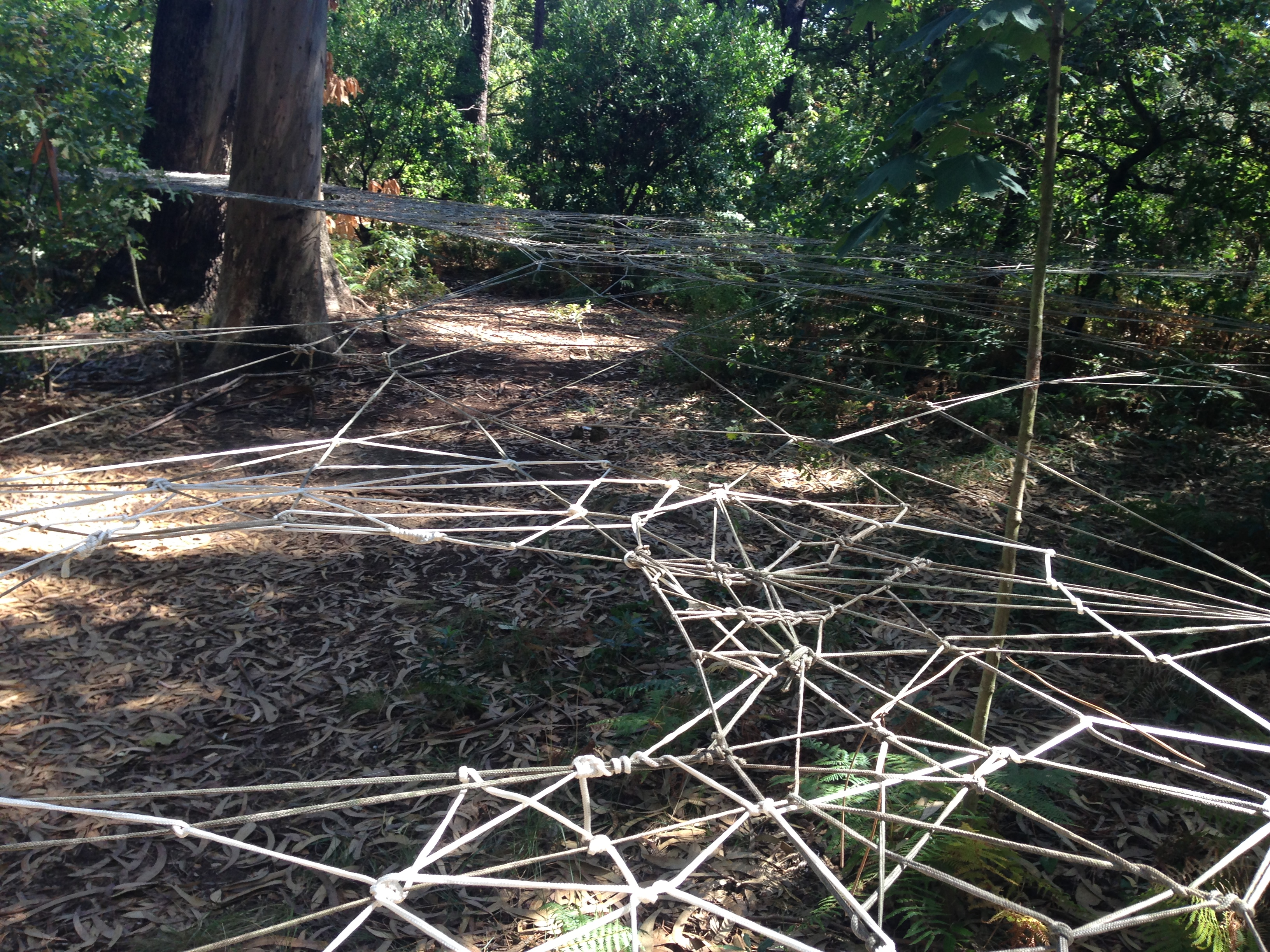
Fernanda Gomes, Sem Título
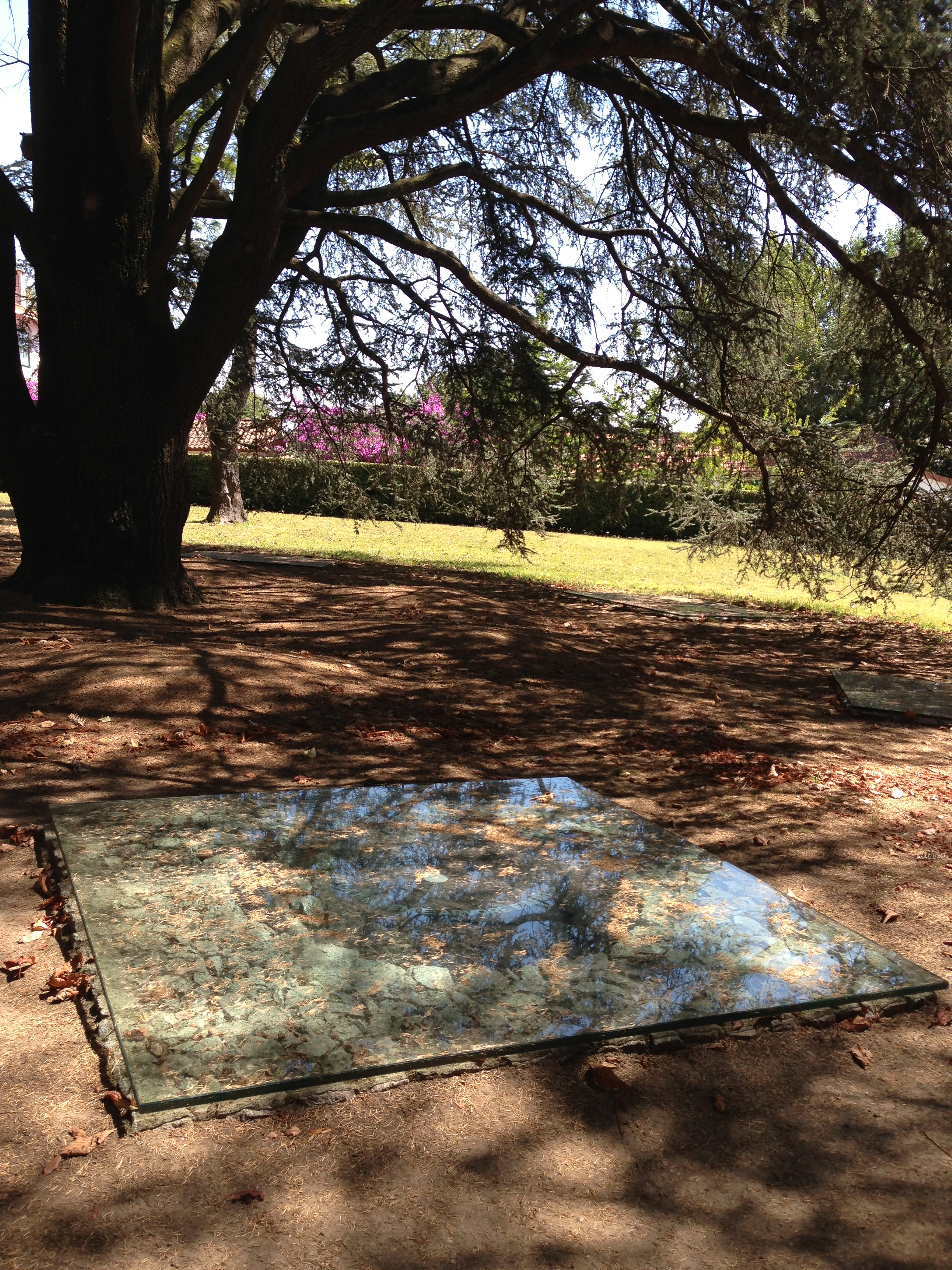
Alberto Carneiro, Ser Arvore e Arte